# Climat des Pyrénées-Atlantiques

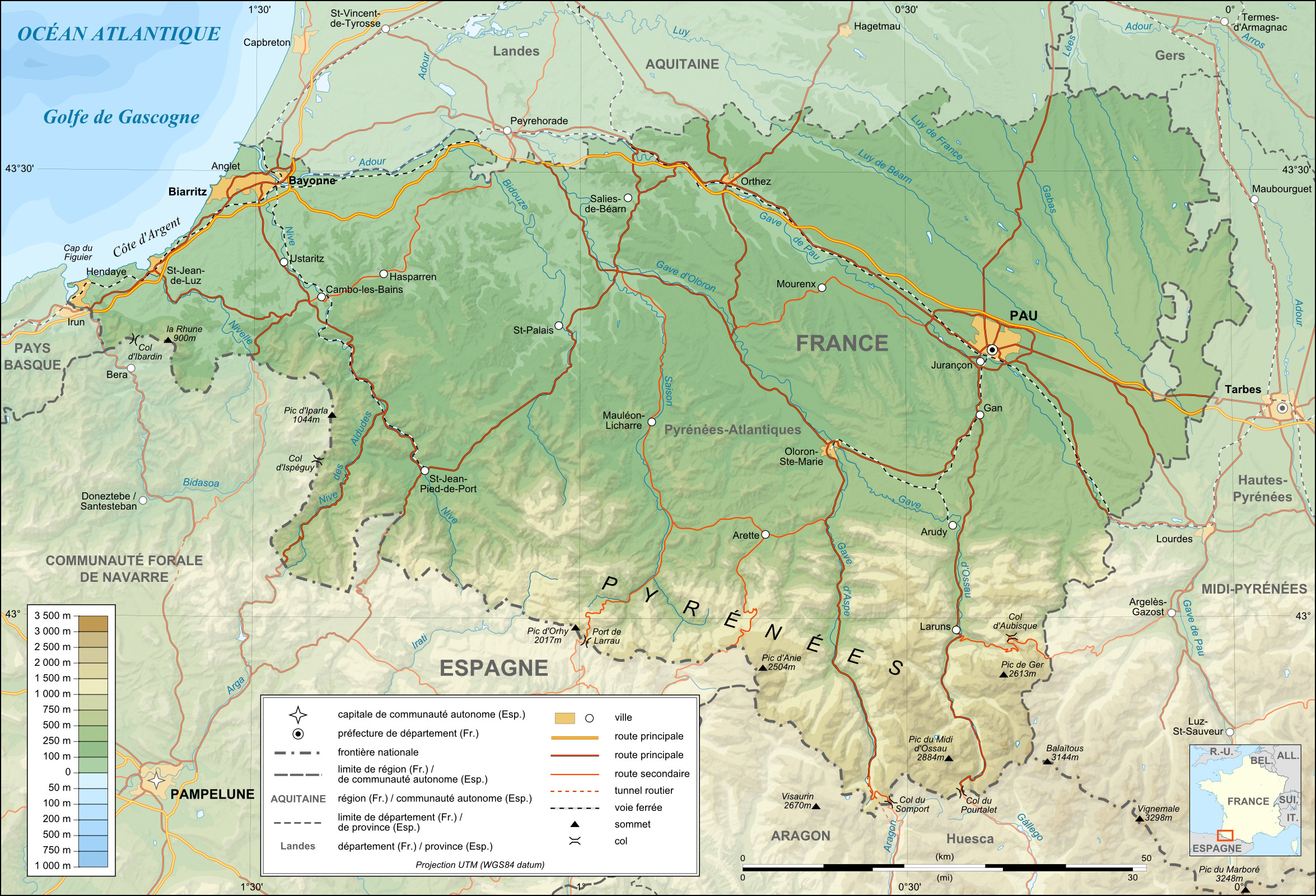
Carte topographique des Pyrénées-Atlantiques.

Le climat des Pyrénées-Atlantiques dépend d'une variation d'altitude de près de 3 000 mètres entre les points les plus bas et les plus élevés. On rencontre donc plusieurs types de climat. La température moyenne du département s'abaisse depuis les plaines jusqu'aux sommets les plus élevés, où il peut neiger à toute période. La température dite normale est celle des plaines : elle est exceptionnellement douce. Le climat a plusieurs caractéristiques :
- faibles écarts de température ;
- douceur.

## Climat à Pau
Sa situation géographique, non loin des Pyrénées, confère à la ville de Pau un climat contrasté, de type océanique. Les températures inférieures à −10 °C sont très rares et celles inférieures à −15 °C exceptionnelles ; il faut constater tout de même −15 °C en février 1956 et −17,5 °C en janvier 1985. La température moyenne par an est de 13,5 °C  (minimale moyenne : 8,6 °C ; maximale moyenne : 18,4 °C). En été, les maximales sont de l'ordre de 20 °C à 30 °C, et atteignent très rarement des températures supérieures à 35 °C. Certains jours d'hiver, le foehn — vent chaud du sud — peut faire monter la température à plus de 20 °C, et ce pendant plusieurs jours. La pluviométrie est forte mais sur un nombre de jours moyens (125), de l'ordre de 1 069 mm de pluie par an, tandis que l'ensoleillement tourne autour de 1 880 heures par an. C'est surtout la faible présence de vent qui caractérise le climat de la région : les vents très forts sont très rares ; en général, ils sont nuls ou très faibles. Sur une année, la commune compte en moyenne 30 jours avec rafales de vent. Il neige entre 6 et 12 jours par an. 
Ce climat permet à Pau de devenir, à la fin du XIXe siècle, un lieu de villégiature hivernale prisé par la bourgeoisie britannique, américaine et russe. En 1842, le médecin écossais Alexander Taylor attribue, en effet, des vertus curatives « sédatives » au climat palois.
| Mois                                            | jan.       | fév.      | mars      | avril     | mai       | juin      | jui.      | août      | sep.      | oct.      | nov.      | déc.       | année     |
| ----------------------------------------------- | ---------- | --------- | --------- | --------- | --------- | --------- | --------- | --------- | --------- | --------- | --------- | ---------- | --------- |
| Température minimale moyenne (°C)               | 2,1        | 2,5       | 4,8       | 6,9       | 10,7      | 13,8      | 15,5      | 15,5      | 12,6      | 9,6       | 5,3       | 2,7        | 8,5       |
| Température moyenne (°C)                        | 6,5        | 7,3       | 10        | 11,9      | 15,6      | 18,7      | 20,6      | 20,7      | 18,2      | 14,7      | 9,8       | 7,2        | 13,5      |
| Température maximale moyenne (°C)               | 11         | 12,2      | 15,2      | 16,8      | 20,5      | 23,6      | 25,8      | 25,9      | 23,8      | 19,8      | 14,3      | 11,6       | 18,4      |
| Record de froid (°C) date du record             | −14,8 1985 | −15 1956  | −8,9 1971 | −6 1958   | −1,3 1945 | 3,6 1969  | 1,5 1930  | 1,7 1925  | −1 1936   | −4,2 1940 | −9,6 1942 | −12,6 1933 | −15 1956  |
| Record de chaleur (°C) date du record           | 24,5 1930  | 27,8 1960 | 31 1955   | 30,8 2005 | 34,1 1996 | 38,1 1950 | 39,2 1982 | 39,9 1947 | 36,3 1970 | 34 1921   | 27,1 1999 | 27,2 1985  | 39,9 1947 |
| Précipitations (mm)                             | 94,4       | 83,3      | 85,9      | 112,4     | 98,8      | 77,2      | 56,7      | 67,5      | 78,9      | 99,7      | 116,9     | 98,2       | 1 069,9   |
| Record de pluie en 24 h (mm) date du record     | 65,5 1951  | 71,7 1952 | 71,8 2006 | 71,9 1941 | 84 1993   | 91,3 2018 | 46 1959   | 65,8 1992 | 77,2 1932 | 77,7 1982 | 59,6 2000 | 65,9 1930  | 91,3 2018 |
| Nombre de jours avec précipitations             | 12         | 10        | 10        | 13        | 13        | 10        | 8         | 8         | 9         | 11        | 11        | 11         | 125       |
| dont nombre de jours avec précipitations ≥ 5 mm | 6          | 5         | 6         | 7         | 6         | 5         | 3         | 4         | 5         | 6         | 8         | 6          | 66        |

| Diagramme climatique                                  |             |             |              |              |              |              |              |              |             |              |             |
| J                                                     | F           | M           | A            | M            | J            | J            | A            | S            | O           | N            | D           |
| 112,194,4                                             | 12,22,583,3 | 15,24,885,9 | 16,86,9112,4 | 20,510,798,8 | 23,613,877,2 | 25,815,556,7 | 25,915,567,5 | 23,812,678,9 | 19,89,699,7 | 14,35,3116,9 | 11,62,798,2 |
| Moyennes : • Temp. maxi et mini °C • Précipitation mm |             |             |              |              |              |              |              |              |             |              |             |

## Climat à Bayonne
La station météorologique la plus proche de Bayonne est celle de Biarritz - Anglet.
Le climat de Bayonne est relativement semblable à celui de sa voisine Biarritz, avec des précipitations assez importantes ; le climat océanique est dû à la proximité de l'océan Atlantique. La moyenne des températures en hiver se situe aux alentours de 8 °C et avoisine les 20 °C en été. La température la plus basse relevée a été −12,7 °C le 16 janvier 1985, et la plus élevée, 40,6 °C le 4 août 2003,. Les pluies sur les côtes basques sont rarement persistantes, excepté durant les tempêtes hivernales. Elles se manifestent souvent sous forme d'averses orageuses intenses et de courte durée.
| Mois                                  | jan.          | fév.          | mars         | avril        | mai          | juin         | jui.         | août         | sep.         | oct.         | nov.         | déc.         | année      |
| ------------------------------------- | ------------- | ------------- | ------------ | ------------ | ------------ | ------------ | ------------ | ------------ | ------------ | ------------ | ------------ | ------------ | ---------- |
| Température minimale moyenne (°C)     | 4,8           | 5             | 7            | 8,5          | 11,6         | 14,6         | 16,7         | 17           | 14,5         | 11,9         | 7,7          | 5,5          | 10,4       |
| Température moyenne (°C)              | 8,4           | 8,9           | 11           | 12,4         | 15,6         | 18,3         | 20,4         | 20,8         | 18,8         | 16           | 11,4         | 9            | 14,3       |
| Température maximale moyenne (°C)     | 12            | 12,8          | 15           | 16,2         | 19,6         | 22,1         | 24,1         | 24,7         | 23,2         | 20           | 15,1         | 12,5         | 18,1       |
| Record de froid (°C) date du record   | −12,7 16/1985 | −11,5 03/1956 | −7,2 01/2005 | −1,3 13/1958 | 3,3 14/1995  | 5,3 06/1972  | 9,2 12/1972  | 8,6 30/1993  | 5,3 26/2002  | −0,6 25/2003 | −5,7 23/1988 | −8,9 25/2001 | −12,7 1985 |
| Record de chaleur (°C) date du record | 23,4 05/1999  | 28,9 28/1960  | 29,7 21/1990 | 32,1 30/2005 | 34,8 30/1996 | 39,2 21/2003 | 39,8 08/1982 | 40,6 04/2003 | 38,7 07/2016 | 32,2 02/1985 | 27,8 01/2020 | 25,1 02/1985 | 40,6 2003  |
| Ensoleillement (h)                    | 100,2         | 114,1         | 164,4        | 169,4        | 193,7        | 203,3        | 209          | 206,8        | 192,8        | 141,7        | 103,8        | 88,3         | 1 887,3    |
| Précipitations (mm)                   | 128,8         | 111,5         | 103,5        | 129,7        | 113,9        | 87,8         | 69,3         | 98,4         | 119,6        | 152,1        | 185,9        | 150,4        | 1 450,9    |

## Climat à Oloron-Sainte-Marie
La ville d'Oloron-Sainte-Marie a un climat océanique, avec des hivers doux et pluvieux (6 °C environ) et des étés frais ou modérément chauds (19 °C en moyenne). Les précipitations sont assez abondantes (au-dessus de 900 mm par an) et se produisent surtout pendant la saison froide.
| Mois                                  | jan.        | fév.          | mars         | avril        | mai          | juin         | jui.         | août         | sep.        | oct.         | nov.         | déc.          | année     |
| ------------------------------------- | ----------- | ------------- | ------------ | ------------ | ------------ | ------------ | ------------ | ------------ | ----------- | ------------ | ------------ | ------------- | --------- |
| Température minimale moyenne (°C)     | 1,9         | 2,2           | 4,4          | 6,1          | 9,9          | 13,1         | 15,2         | 15,1         | 12,3        | 9,3          | 5            | 2,7           | 8,1       |
| Température moyenne (°C)              | 6,9         | 7,6           | 10           | 11,7         | 15,4         | 18,5         | 20,6         | 20,7         | 18,2        | 14,8         | 10,1         | 7,6           | 13,5      |
| Température maximale moyenne (°C)     | 11,9        | 13            | 15,7         | 17,3         | 20,9         | 24           | 26,1         | 26,3         | 24,1        | 20,4         | 15,2         | 12,5          | 19        |
| Record de froid (°C) date du record   | −16 09/1985 | −11,3 12/2012 | −9,2 06/1971 | −2,5 04/1996 | 0,8 07/2010  | 2,6 01/2006  | 7,3 21/2001  | 4,9 30/1986  | 2,3 25/2002 | −2,5 29/2012 | −9,3 23/1988 | −10,1 25/2001 | −16 1985  |
| Record de chaleur (°C) date du record | 26 28/1966  | 27,8 26/1994  | 29,6 30/1965 | 32,2 30/2005 | 35,8 30/1996 | 38,4 30/1968 | 39,5 08/1982 | 40,6 04/2003 | 38 07/1970  | 34,5 02/1985 | 27 27/1970   | 27 02/1985    | 40,6 2003 |
| Précipitations (mm)                   | 122,6       | 103,3         | 106,7        | 138          | 123,7        | 101,6        | 82,3         | 93,1         | 96,6        | 117,7        | 137,4        | 118,2         | 1 341,2   |